# San Leon
San Leon is een plaats (census-designated place) in de Amerikaanse staat Texas, en valt bestuurlijk gezien onder Galveston County.

## Demografie
Bij de volkstelling in 2000 werd het aantal inwoners vastgesteld op 4365.

## Geografie
Volgens het United States Census Bureau beslaat de plaats een oppervlakte van
13,3 km², waarvan 12,6 km² land en 0,7 km² water.

## Plaatsen in de nabije omgeving
De onderstaande figuur toont nabijgelegen plaatsen in een straal van 16 km rond San Leon.